# 沈延毅
沈延毅（1903年—1992年），字公卓，号述菊，男，奉天蓋平县（今辽宁盖州市）人，中国书法家，沈阳市文史研究馆首任馆长，辽宁省书法家协会主席，中国书法家协会名誉理事，中华诗词学会顾问，民革辽宁省委常委。